# Convolvulus hystrix
Convolvulus hystrix är en vindeväxtart. Convolvulus hystrix ingår i släktet vindor, och familjen vindeväxter.

## Underarter
Arten delas in i följande underarter:
- C. h. dhofaricus
- C. h. hystrix